# Wells-next-the-Sea
Wells-next-the-Sea is een civil parish in het bestuurlijke gebied North Norfolk, in het Engelse graafschap Norfolk met 2165 inwoners.